# Гріссік – Сінгапур
Гріссік — Сінгапур — один з трубопроводів, прокладених для постачання газу з родовищ центральної Суматри.

## Загальна характеристика
На початку 2000-х років для поставок індонезійського газу до Сінгапуру спорудили одразу два трубопроводи. Один з них транспортував блакитне паливо з офшорних родовищ біля островів Натуна, інший — з нафтогазовидобувного району на острові Суматра. В останньому випадку у 2003-му ввели в експлуатацію газопровід завдовжки 468 км, з яких 248 км належить до офшорної частини по дну Південно-Китайського моря. Він виконаний в діаметрі труб 700 мм та має пропускну здатність у понад 18 млн.м3 на добу. 
Перекачування ресурсу забезпечують дві компресорні станції, споруджені на Суматрі у Сакернан та Джабунг (остання розташована за 20 км до початку офшорної частини). До зазначених станцій також під'єднані газопроводи від родовищ блоків Джамбі-Південь та Джабунг, які доповнюють поставки з газопереробного заводу Гріссік

## Спорудження офшорної частини
Для робіт з прокладання офшорної ділянки залучили цілий ряд суден, зокрема, над прокладанням траншей працювали фрезерний земснаряд "Marco Polo" та землесосний снаряд "“Queen of the Netherlands" (на підходах до Сінгапуру проклали траншею завдовжки 8 кілометрів та глибиною до 15 метрів, що потребувало вибірки 700 тис м3 порід, з яких 125 тис м3 відносились до скельних), землесосні снаряди "Wd Fairway"  та "Barent Zanen" (обслуговували тільки-но зазначену траншею на наступних етапах робіт) та штангові земснаряди "Jerommeke" і "Zinkoon V" (створювали траншею у водах Індонезії на ділянках, де глибини були менші за 13 метрів).  
Вирівнювання морського дна на глибинах до 50 метрів здійснював грейферний земснаряд "Goomai", а каменеукладальне судно "Cetus" спорудило на глибинах до 70 метрів 77 підтримуючих структур, що мали утримувати трубопровід на місці в умовах сильних придонних течій.  
Роботи з укладки труб виконало судно "DLB 264", а для спорудження однієї з ділянок завдовжки 10 кілометрів залучили трубоукладальне/кранове судно "Sea Horizon". 
По завершенні укладки труб каменеукладальні судна "Cetus", “Pompei", "Zinkoon VI" та "Zeepaard" провели засипку трубопроводу на ділянках, де існував ризик його пошкодження якорями великих суден, для чого використали біля 2 млн тонн каміння.

## Додаткова інформація
Неподалік від Сінгапуру трубопровід проходить через острови Батам та Пемпінг (індонезійська провінція Ріау), де живить низку теплоелектростанцій — ТЕС Панаран, ТЕС Танджунг-Унканг від компанії Bright та ТЕС Танджунг-Унканг від компанії Medco.
Можливо відзначити, що з Гріссік прокладений цілий ряд інших газопроводів, як то Південна Суматра – Західна Ява, Гріссік – Дурі (певну відстань долає в одному коридорі із Гріссік – Сінгапур) та Гріссік – Палембанг.